# Consiglio regionale della Normandia
Il Consiglio regionale della Normandia (in francese Conseil régional de Normandie) è l'organo deliberativo ed esecutivo della regione francese della Normandia creato il 1º gennaio 2016.
La sua sede è a Caen (Calvados), presso l'Abbazia delle donne.

## Storia
Il Consiglio regionale della Normandia è stato creato dalla Legge relativa alla delimitazione delle regioni, alle elezioni regionali e dipartimentali e modifica il calendario elettorale del 16 gennaio 2015 con effetto dal 1º gennaio 2016. Questa nuova organizzazione è il risultato della fusione dei consigli regionali della Bassa e Alta Normandia che comprendeva rispettivamente 47 e 55 rappresentanti eletti (ovvero 102 consiglieri regionali riuniti).